# KCNJ2
KCNJ2 (англ. Potassium voltage-gated channel subfamily J member 2) – білок, який кодується однойменним геном, розташованим у людей на короткому плечі 17-ї хромосоми.  Довжина поліпептидного ланцюга білка становить 427 амінокислот, а молекулярна маса — 48 288.
| 10         |  | 20         |  | 30         |  | 40         |  | 50         |
| ---------- |  | ---------- |  | ---------- |  | ---------- |  | ---------- |
| MGSVRTNRYS |  | IVSSEEDGMK |  | LATMAVANGF |  | GNGKSKVHTR |  | QQCRSRFVKK |
| DGHCNVQFIN |  | VGEKGQRYLA |  | DIFTTCVDIR |  | WRWMLVIFCL |  | AFVLSWLFFG |
| CVFWLIALLH |  | GDLDASKEGK |  | ACVSEVNSFT |  | AAFLFSIETQ |  | TTIGYGFRCV |
| TDECPIAVFM |  | VVFQSIVGCI |  | IDAFIIGAVM |  | AKMAKPKKRN |  | ETLVFSHNAV |
| IAMRDGKLCL |  | MWRVGNLRKS |  | HLVEAHVRAQ |  | LLKSRITSEG |  | EYIPLDQIDI |
| NVGFDSGIDR |  | IFLVSPITIV |  | HEIDEDSPLY |  | DLSKQDIDNA |  | DFEIVVILEG |
| MVEATAMTTQ |  | CRSSYLANEI |  | LWGHRYEPVL |  | FEEKHYYKVD |  | YSRFHKTYEV |
| PNTPLCSARD |  | LAEKKYILSN |  | ANSFCYENEV |  | ALTSKEEDDS |  | ENGVPESTST |
| DTPPDIDLHN |  | QASVPLEPRP |  | LRRESEI    |  |            |  |            |

A: Аланін

C: Цистеїн

D: Аспарагінова кислота

E: Глутамінова кислота

F: Фенілаланін

G: Гліцин

H: Гістидин

I: Ізолейцин

K: Лізин

L: Лейцин

M: Метіонін

N: Аспарагін

P: Пролін

Q: Глутамін

R: Аргінін

S: Серин

T: Треонін

V: Валін

W: Триптофан

Кодований геном білок за функціями належить до іонних каналів, потенціалзалежних каналів. 
Задіяний у таких біологічних процесах як транспорт іонів, транспорт, транспорт калію. 
Білок має сайт для зв'язування з калію. 
Локалізований у мембрані. Мутації в гені, що кодує цей білок, лежать в основі розвитку синдрому Андерсен.